# Alfesmutte
Alfesmutte (latin: Malurus lamberti) er en spurvefugl, der lever i Australien.